# Lee SungBoo
Lee SungBoo fue un poeta y novelista coreano.

## Biografía
Lee SungBoo nació el 22 de enero de 1942 en Gwangju, provincia de Jeolla del Sur, Corea del Sur. Cuando iba a la Escuela de Bachillerato Gwangju, en 1959 recibió el reconocimiento de sus obras en el concurso literario patrocinado por Jeonnam Ilbo. Después fue miembro de los grupos literarios Taegwang y Sunmuhak y fue discípulo de Kim Hyunseung. Se graduó en Literatura coreana en la Universidad Kyunghee, y trabajó para el periódico Hankook Ilbo.

## Obra
La mayoría de sus obras, especialmente las escritas entre los años sesenta y setenta, nacieron de su apasionado deseo de hacer escuchar la voz de los oprimidos. Por eso la ira reflejada en sus poemas se origina en el mundo externo o en la sociedad contemporánea, más que de su psique interna o de su propia naturaleza. Estas obras intentan expresar las vidas de la gente ignorada y torturada a través de la historia. Las imágenes de oscuridad y noche que frecuentemente aparecen en sus poemas, por ejemplo, llevan la aceptación de la derrota y la represión, pero también la voluntad de superar esa realidad y sus limitaciones. Sin embargo, como se puede ver en "Toda la noche", la imagen de la noche no siempre es negativa. Cuando el amor y la comprensión por los oprimidos se expande, la imagen de la noche se transforma en un momento y un lugar para la celebración.
El poeta también pensaba que la ira genuina hacia la realidad de la represión derivaba de la experiencia y la perseverancia ante el sufrimiento y la adversidad inherente a la vida, y que a través de esa perseverancia, compasión y amor por aquellos que han sido oprimidos e ignorados se puede crecer. El poeta también sostenía que soportar lo que ofrece la vida es la forma verdadera de superar la tristeza y la derrota.

## Obras en coreano (lista parcial)
Novelas
- Noche de disipación (Somoui bam)
- Luz del día (Baekju)
- Nuestra comida (Urideurui yangsik)

Poemas
- Antología de Lee SeongBoo (Lee Seongbu Sijip)
- Nuestra comida (Minumsa, 1974)
- Poemas Baekje (Changjak Gwa Bipyong-sa, 1977)
- La noche antes (Changjak Gwa Bipyong-sa, 1981)
- Dejando atrás la montaña vacía (Pulbit, 1989)

## Premios
- Premio Hyundae Munhak en 1970
- 4º Premio de Escritores de Literatura Coreana en 1977
- Premio Literario Daesan de Poesía en 2001
- Premio Literario Kyunghee en 2011
- Premio de Medio Ambiente y Literartura de Gacheon en 2007
- Premio Literario Gongcho en 2010